# Gaming Innovation Group
Gaming Innovation Group Inc. (GIG) è un'azienda pubblica con sede a Malta che offre servizi di casinò, scommesse sportive e servizi business-to-consumer attraverso i propri siti di giochi online: Guts.com, Rizk.com, Betspin.com, Superlenny.com, Thrills.com e Kaboo.com; e servizi di performance marketing online. Inoltre, la società gestisce iGamingCloud.com, un software di piattaforma di gioco online basato su cloud.
GIG è una società registrata negli Stati Uniti che opera a Malta e in altre cinque località in tutta Europa (Marbella, Oslo, Kristiansand, Gibilterra, Copenaghen). La compagnia è quotata alla Borsa di Oslo sotto il simbolo 'GIG'.
Il fatturato dell'azienda per il 2017 è stato di 120,4 milioni di euro.

## Storia
Gaming Innovation Group Ltd. è stata costituita come Donkr International Ltd. nel 2008 a Malta. Era la holding di Innovation Labs Ltd., la società commerciale che gestiva il forum di poker online Donkr.com. Nel 2012 Frode Fagerli e Robin Reed erano diventati proprietari dell'azienda e la chiamarono Gaming Innovation Group Ltd.
Nel 2012, Guts Gaming Ltd. (ora MT SecureTrade Limited) è stata incorporata come sussidiaria di proprietà di Gaming Innovation Group Ltd. A maggio 2013 la società ha lanciato Guts.com, un sito Web che offre scommesse sportive e giochi da casino.
Nel 2014, MT Securetrade Ltd. ha ottenuto licenze di gioco remoto dalla United Kingdom Gaming Commission ('UKGC') e dalla Malta Gaming Authority (MGA) permettendo alla compagnia di sottoscrivere pagamenti e venditori di giochi e contrattare direttamente con i giocatori come operatore di gioco online a tutti gli effetti.
All'inizio del 2015, la società interamente controllata (a quel tempo una società inattiva) H2Hpoker Ltd. è stata ribattezzata iGamingCloud Ltd. e ha lanciato un servizio di piattaforma B2B per l'industria iGaming. Il prodotto è stato pubblicato a febbraio 2015. A febbraio 2015 Gaming Innovation Group e Nio Inc. hanno firmato un accordo di scambio azionario per lo scambio dell'intero capitale azionario emesso da Gaming Innovation Group Ltd. per le azioni di Nio Inc. Successivamente, Nio inc. ha adottato il nome di Gaming Innovation Group Inc. e ha nominato Robin Reed come nuovo CEO.
Gaming Innovation Group è stato registrato alla Borsa di Oslo nel giugno 2015. Come nel novembre 2017, la società aveva un valore di mercato di oltre 4 miliardi di NOK sulla borsa di Oslo.
A gennaio 2016 la società ha lanciato un nuovo marchio Rizk.com, un portale per offrire giochi da casinò online. Successivamente, a marzo 2016, la società ha acquisito la società di scommesse sportive OddsModel AS per un corrispettivo di 21,74 milioni di nuove azioni.
A giugno 2016 Gaming Innovation Group ha acquisito Betit Holdings per 54 milioni di euro. Alla fine del 2016, Gaming Innovation Group ha ottenuto una licenza di gioco a distanza di classe 4 dalla Malta Gaming Authority per la sua controllata BettingCloud Ltd.
A settembre 2017, per un importo totale di 13 milioni di euro, il Gaming Innovation Group attraverso la sua controllata GIG Media acquisisce Rebel Penguin, la società di marketing performance danese guidata dalla tecnologia.
Nel novembre del 2017 Gaming Innovation Group ha annunciato l'apertura del nuovo studio di gioco, GIG Games.
Nel gennaio 2018 la compagnia ha aperto una nuova sede a Malta.

## Struttura organizzativa
GIG è una società statunitense costituita nello stato del Delaware con sede legale a Bokeelia, in Florida, USA, dove si trova la contabilità. GIG e una holding con tutte le attività commerciali svolte dalle sue filiali.
GIG è stata registrata nel registro delle imprese norvegese come "entità straniera registrata norvegese" (NUF) con il numero di organizzazione 988 015 849.